# Boss (canção)
"Boss" (estilizado "BO$$") é uma canção da banda feminina norte-americana Fifth Harmony gravada para seu primeiro álbum de estúdio Reflection. Foi composta por Eric Frederic, Joe Spargur, Daniel Kyriakides, Gamal "Lunchmoney" Lewis, Jacob Kasher Hindlin e Taylor Parks, e sua produção esteve a cargo de Ricky Reed, Joe London e Daylight. O seu lançamento ocorreu em 7 de julho de 2014 na iTunes Store através da Syco Music e Epic Records, servindo como primeiro single do disco. Musicalmente, é derivada dos estilos musicais dance-pop, R&B e hip hop.

## Faixas e formatos
| Descarga digital |        |         |  |
| N.º              | Título | Duração |  |
| 1.               | "Boss" | 2:51    |  |

## Prêmios e Indicações
| Ano  | Prêmio             | Categoria            | Trabalho Nomeado | Resultado |
| ---- | ------------------ | -------------------- | ---------------- | --------- |
| 2014 | Teen Choice Awards | Choice Single: Group | "Bo$$"           | Venceu    |
| 2014 | Teen Choice Awards | Catchiest New Song   | "Bo$$"           | Indicado  |

## Desempenho nas tabelas musicais

### Posições
| Tabela musical (2014)                | Melhor posição |
| ------------------------------------ | -------------- |
| Canadá - Canadian Hot 100            | 75             |
| Espanha - PROMUSICAE                 | 37             |
| Estados Unidos - Billboard Hot 100   | 43             |
| Estados Unidos - Billboard Pop Songs | 37             |
| Reino Unido - UK Singles Chart       | 21             |

### Certificações
| País           | Provedor | Certificação | Vendas    |
| -------------- | -------- | ------------ | --------- |
| Estados Unidos | RIAA     | Platina      | 1,000,000 |

## Histórico de lançamento
| País  | Data               | Formato          | Gravadora  |
| ----- | ------------------ | ---------------- | ---------- |
| Mundo | 7 de julho de 2014 | Download digital | Epic, Syco |